# Gheorghe Văleanu (general)
Gheorghe Văleanu (n. 12 februarie 1864, Slatina, Olt, România – d. 1948) a fost unul dintre generalii Armatei României din Primul Război Mondial. 

## Biografie
A fost fiul lui Costică și a Mariei Văleanu (născută Niculescu).
Generalul Gheorghe Văleanu a fost un ofițer din arma geniu, absolvind succesiv: Școala Militară de Infanterie și Cavalerie, din București - 1884, Universitatea tehnică din Paris - 1888, Școala de Aplicație pentru Artilerie și Geniu, din Fontainebleau - 1889, Școala Superioară de Război.
La începutul Primului Război Mondial a comandat Corpul 4 Armată, ulterior fiind comandant al Corpului 4 Armată și Corpului 2 Armată pe timpul Bătăliei de la Mărăști.